# Dagny
För andra betydelser, se Dagny (olika betydelser).

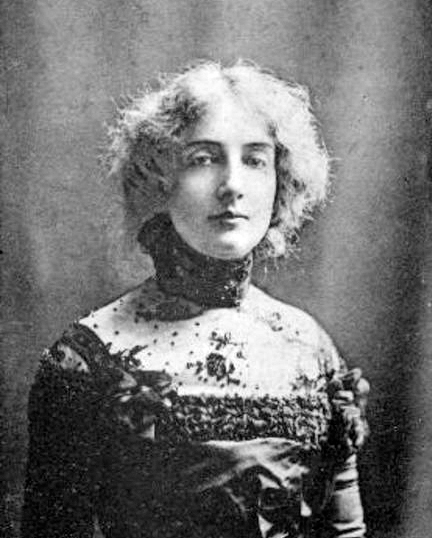
Dagny Juel

Kvinnonamnet Dagny är ett nordiskt namn som är bildat av orden dag och ny. Namnet har funnits i Sverige sedan 1800-talet.
I början av förra seklet var namnet vanligt i Sverige.[källa behövs]
Den 31 december 2019 fanns det totalt 4 624 personer folkbokförda i Sverige med namnet Dagny, varav 1 631 bar det som tilltalsnamn.
Namnsdag i Sverige: 11 september. I den finlandssvenska namnsdagslängden har Dagny namnsdag 12 september sedan starten 1929, då en egen namnsdagskalender togs i bruk för finlandssvenskar.

## Personer med namnet Dagny
- Dagny Carlsson, svensk friidrottare
- Dagny Carlsson (bloggare), svensk bloggare
- Dagny Juel, norsk författare och kulturarbetare
- Dagny Knutsson, fru till Charlie Norman
- Dagny Lind, svensk skådespelerska
- Dagny Mellgren, norsk fotbollsspelare
- Dagny Stenius, svensk skådespelerska
- Dagny Norvoll Sandvik , "Dagny", norsk sångerska och låtskrivare

## Fiktiva personer med namnet Dagny
- Dagny, kaféservitris som tillägnats en sång av Owe Thörnqvist, se vidare Dagny (sång).
- Dagny Taggart, huvudperson i Ayn Rands roman Och världen skälvde
- Dagny, Camilla Fågelborgs karaktär i podcasten "rollspelsklubben"